# La Besseyre-Saint-Mary
La Besseyre-Saint-Mary település Franciaországban, Haute-Loire megyében. Lakosainak száma 102 fő (2022. január 1.). La Besseyre-Saint-Mary Auvers, Desges, Saugues, Venteuges és Paulhac-en-Margeride községekkel határos.

## Népesség
A település népességének változása:
| Lakosok száma | 302  | 204  | 156  | 137  | 126  | 109  | 100  | 97   | 99   | 102  |
|               | 1968 | 1982 | 1990 | 2006 | 2013 | 2015 | 2017 | 2019 | 2020 | 2022 |